# 김해가야 나들목
김해가야 나들목(Gimhae-Gaya IC)은 경상남도 김해시 대동면 월촌리에 설치된 부산외곽순환고속도로의 6번 교차로이다. 하이패스 전용 나들목이기 때문에 김해가야 하이패스 나들목이라고도 불리며, 건설 당시 가칭은 김해휴게소 나들목이었다.
본래 부산외곽순환고속도로 착공 당시 없었던 나들목이었으나, 2017년 4월 18일 김해시와 한국도로공사가 김해금관가야휴게소에 하이패스 나들목 설치·운영사업 협약을 체결하면서 나들목 설치가 확정되었고, 같은 해 5월에 착공되었으며, 2018년 2월 7일에 개통되었다.

## 연혁
- 2017년 4월 18일 : 김해휴게소 하이패스 나들목 설치·운영사업 협약 체결
- 2017년 5월 : 나들목 착공
- 2018년 2월 7일 : 부산외곽순환고속도로 진영 ~ 노포 구간 개통과 함께 김해가야 나들목으로 통행 개시[2]

## 구조물 정보
김해금관가야휴게소 내에 설치되었으며 하이패스 이용 차량만 이용할 수 있다.
- 위치 : 경상남도 김해시 대동면 월촌리
- 영업소 : 경상남도 김해시 대동면 동남로 400

## 접속하는 도로
- 동남로

## 교통량 정보
| 요금소            | 통행량 (대/일) | 통행량 (대/일) | 각주  |
| 요금소            | 2018년         | 2019년         | 각주  |
| ----------------- | -------------- | -------------- | ----- |
| 김해가야 (폐쇄식) | 1,290          | 1,404          | [ 3 ] |

## 같이 보기
- 김해금관가야휴게소